# Kabinett Kostas Karamanlis I

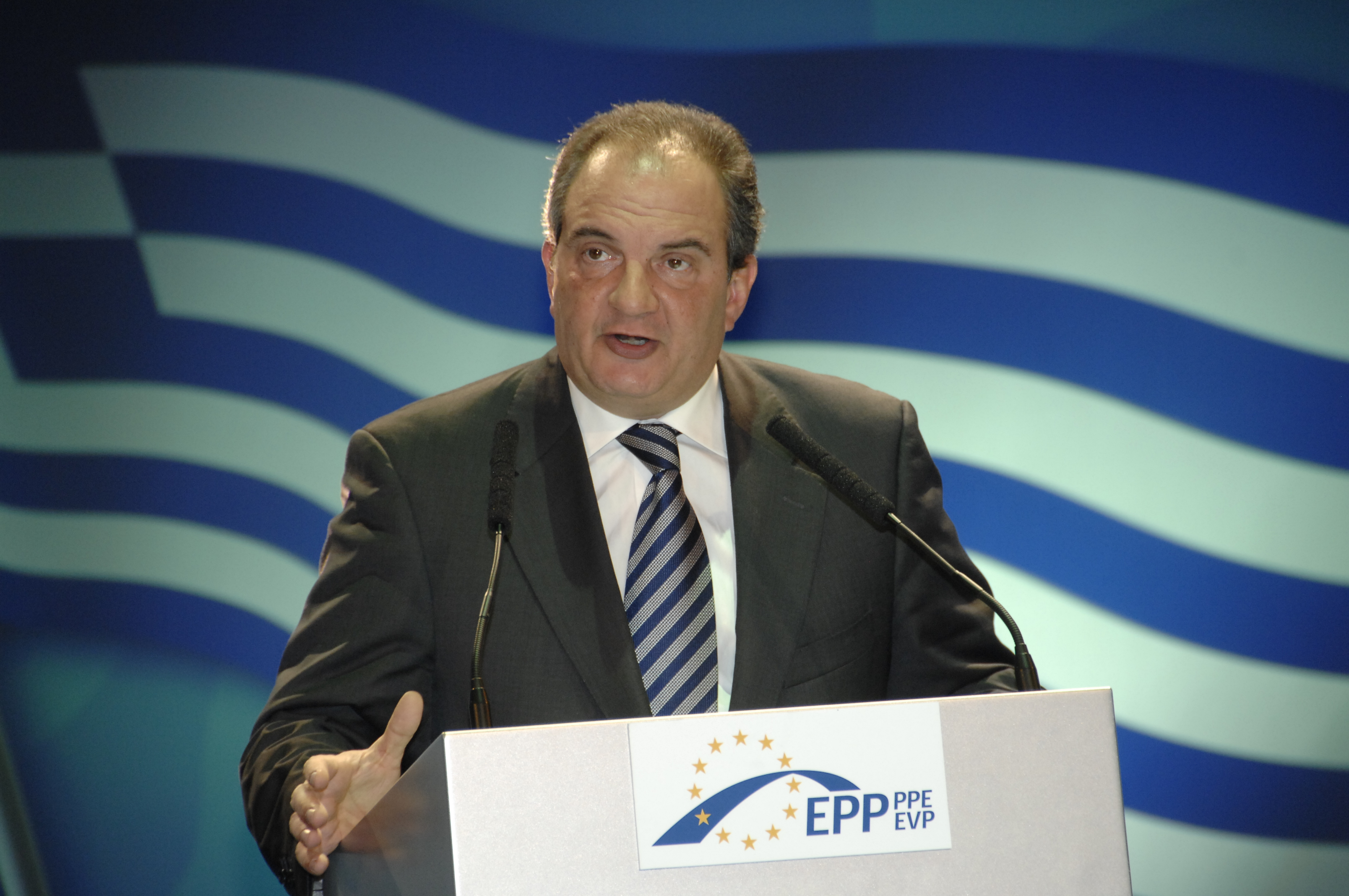
Kostas Karamanlis

Das Kabinett Kostas Karamanlis I wurde am 10. März 2004 in Griechenland durch Kostas Karamanlis gebildet und löste das dritte Kabinett Simitis ab. Das Kabinett bestand bis zum 19. September 2007 und wurde dann durch das zweite Kabinett Karamanlis abgelöst.
Bei der vorausgegangenen Parlamentswahl vom 7. März 2004 hatte die bis dahin regierende Panellinio Sosialistiko Kinima (PASOK) im Vergleich zur Parlamentswahl vom 8. April 2000 Verluste von 3,24 Prozentpunkten verzeichnen müssen und kam nur noch auf 40,55 Prozent der Wählerstimmen (2000: 43,79 Prozent). Damit verlor sie ihre aufgrund des verstärkten Verhältniswahlrechts bestehende absolute Mehrheit im Parlament und errang nur noch 117 der 300 Mandate. Die bis dahin oppositionelle Nea Dimokratia (ND) unter Führung von Kostas Karamanlis konnte ihr Stimmergebnis um 2,62 Prozentpunkte steigern, so dass nunmehr 45,36 Prozent der Wählerstimmen (2000: 42,74) auf sie entfielen. Gleichzeitig errang sie aufgrund des bestehenden Wahlsystems 165 Mandate (2000: 117 Sitze) und damit eine deutliche absolute Mehrheit.

## Minister
| Ministeramt                                           | Amtszeit                                      | Minister                                                        | Lebensdaten          |
| ----------------------------------------------------- | --------------------------------------------- | --------------------------------------------------------------- | -------------------- |
| Ministerpräsident (Präsident des Ministerrates)       | 10. März 2004                                 | Kostas Karamanlis                                               | * 1956               |
| Auswärtiges                                           | 10. März 2004 15. Februar 2006                | Petros Molyviatis Dora Bakoyannis                               | * 1928 † 2025 * 1954 |
| Nationale Verteidigung                                | 10. März 2004 15. Februar 2006                | Spilios Spiliotopoulos Evangelos Meimarakis                     | * 1946 * 1953        |
| Inneres, öffentliche Verwaltung und Dezentralisierung | 10. März 2004 24. August 2007                 | Prokopis Pavlopoulos Spyros Flogaitis                           | * 1950 * 1950        |
| Wirtschaft und Finanzen                               | 10. März 2004                                 | Georgios Alogoskoufis                                           | * 1955               |
| Justiz                                                | 10. März 2004                                 | Anastasios Papaligouras                                         | * 1948               |
| Umwelt, Raumplanung und öffentliche Arbeiten          | 10. März 2004                                 | Georgios Souflias                                               | * 1941               |
| Nationale Bildung und religiöse Angelegenheiten       | 10. März 2004                                 | Marietta Giannakou                                              | * 1951 † 2022        |
| Transport und Kommunikation                           | 10. März 2004                                 | Michail-Georgios Liapis                                         | * 1951               |
| Beschäftigung und sozialer Schutz                     | 10. März 2004 15. Februar 2006 30. April 2007 | Panagiotis Panagiotopoulos Savvas Tsitouridis Vasilios Manginas | * 1957 * 1954 * 1949 |
| Gesundheit und soziale Solidarität                    | 10. März 2004 15. Februar 2006                | Nikitas Kaklamanis Dimitris Avramopoulos                        | * 1947 * 1953        |
| Landwirtschaftliche Entwicklung und Ernährung         | 10. März 2004 23. September 2004              | Savvas Tsitouridis Evangelos Basiakos                           | * 1954 * 1954        |
| Öffentliche Ordnung                                   | 10. März 2004 15. Februar 2006                | Georgios Voulgarakis Vyron Polydoras                            | * 1959 * 1947        |
| Kultur                                                | 10. März 2004 15. Februar 2006                | Kostas Karamanlis Georgios Voulgarakis                          | * 1956 * 1959        |
| Tourismus                                             | 10. März 2004 15. Februar 2006                | Dimitris Avramopoulos Fani Palli-Petralia                       | * 1953 * 1943        |
| Entwicklung                                           | 10. März 2004                                 | Dimitris Sioufas                                                | * 1944 † 2019        |
| Handelsmarine                                         | 10. März 2004                                 | Emmanouil Kefalogiannis                                         | * 1959               |
| Makedonien und Thrakien                               | 10. März 2004 15. Februar 2006                | Nikolaos Tsiartsionis Georgios Kalantzis                        | * 1950 * 1954        |
| Ägäis und Inselpolitik                                | 10. März 2004                                 | Aristotelis Pavlidis                                            | * 1943               |
| Staatsminister ohne Geschäftsbereich                  | 10. März 2004                                 | Theodoros Rousopoulos                                           | * 1963               |
| Staatsminister ohne Geschäftsbereich                  | 24. August 2007                               | Xenophon-Rodolphos Moronis                                      | * 1945               |